# Lophodermium gamundiae
Lophodermium gamundiae är en svampart som beskrevs av P.R. Johnst. 2007. Lophodermium gamundiae ingår i släktet Lophodermium och familjen Rhytismataceae.   Inga underarter finns listade i Catalogue of Life.